# Inva Mula
Inva Mula-Çako (Tirana, 27 de junio de 1963) es una soprano lírica albanesa. Proveniente de una familia artística, comenzó su carrera en la ópera a temprana edad, ganando distintos concursos a nivel internacional, destacando el primer concurso de la Operalia en París, fundada por Plácido Domingo en 1993.

## Biografía
Inva Mula nació en la ciudad de Tirana, (Albania), hija del conocido cantante y compositor albanés Avni Mula, quién desde su nacimiento fue una notable inspiración para su formación artística. Envuelta en el mundo artístico que profesaba su padre, Inva comenzó a cantar desde los tres años de edad. 
Fue corista de la Opera de París antes de lanzarse en una carrera como solista.
En 1987 ganó el concurso "La Cantante de Albania" en Tirana, un año después en 1988 el premio George Enescu en Bucarest. En 1992 ganó el premio "Butterfly" en Barcelona. 
Recibió un premio en el primer concurso Operalia, fundada por el tenor Plácido Domingo, en la ciudad de París, en 1993. Debido a su éxito, se han vendido numerosas copias del concurso en CD.
Cantó una serie de conciertos junto al célebre tenor en la Ópera de la Bastilla, y en Bruselas para "Europalia Mexico", en Múnich y en Oslo.
Sus interpretaciones de Mimi en La Boheme y Gilda en Rigoletto se editaron en DVD.
Su exesposo, Pirro Çako, es cantante y compositor.
Destaca su participación en el largometraje El quinto elemento, donde es la voz de la famosa Plava Laguna, cantando Il Dulce Suono de la ópera de Donizetti, Lucia di Lammermoor; en el final de esta canción se oye una sorprendente grabación de inspiración Techno donde se denotan grandes saltos de notas técnicamente imposibles de realizar por un ser humano, por lo que fueron sampleadas y editadas por el compositor de la banda sonora de la película, Éric Serra, el cual quedó sorprendido cuando Inva Mula canto casi la totalidad de lo que él pensaba que era imposible para un cantante de opera.

## Discografía de referencia
- Bizet: Carmen / Plasson (Micaela)
- Bizet: Ivan Iv / Schonwandt,
- Puccini: La Rondine / Pappano (Lisette)
- Puccini: La Boheme / López-Cobos DVD (Mimi)
- Verdi: Falstaff / Muti, DVD (Nannetta)
- Verdi, Rigoletto / López-Cobos, DVD (Gilda)